# 旧石原家住宅
旧石原家住宅（きゅういしはらけじゅうたく）は、愛知県岡崎市六供町杉本70にある邸宅。主屋、土蔵、庭門が登録有形文化財。旧石原東十郎家住宅とも。

## 歴史

### 石原家の歴史
石原家は米穀業や金融業を生業とした商家である。岡崎城下の総持尼寺の寺領にあり、江戸時代には三河国額田郡六供杉本村の庄屋を務め、明治維新後には六供杉本村の戸長を務めた。幕末には石原東十郎が養子に入って4代目となり、安政6年（1859年）に現存する主屋や土蔵が建てられた。
石原家は総持尼寺との縁により公家との交流が多く、勤王家を自宅に迎えたこともあると伝わるほど隆盛な家柄だった。家業は昭和期戦前まで続き、太平洋戦争中も特に戦禍に遭うことはなかったが、戦後は廃業した。

### 戦後の動向
戦後は改装してピアノ教室などを営んでいたが、1978年（昭和53年）に主屋を創建当時の様式に改修し、1985年（昭和60年）まで主屋が料亭として活用された。ほか、喫茶店などとしても活用された。

### 近年の動向

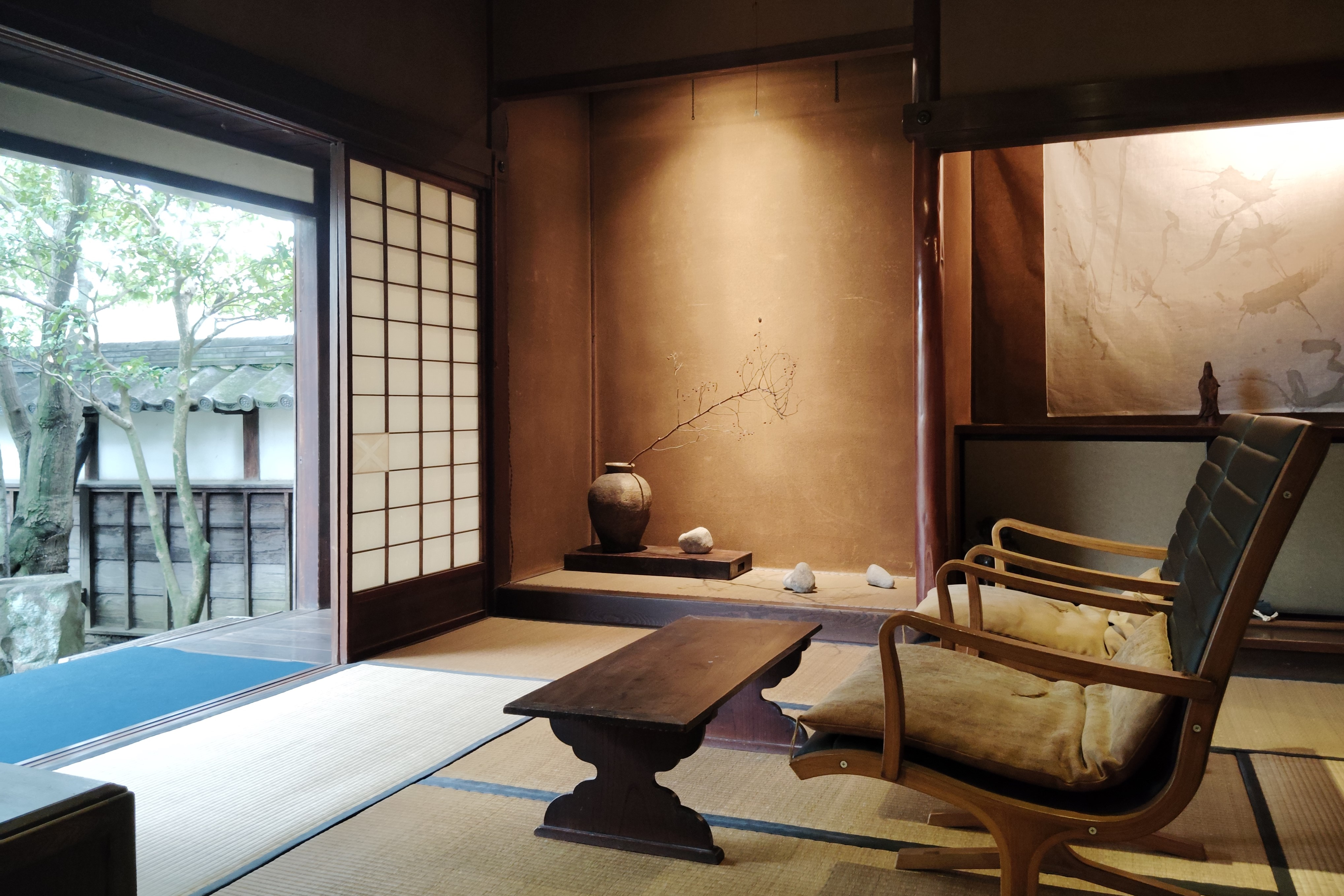
あいたて博での特別公開時

2004年（平成16年）には書描家の大辻織絵が住宅を継承した。
2011年（平成23年）7月25日、主屋、土蔵、庭門が登録有形文化財に登録された。2013年（平成25年）8月には岡崎市によって岡崎市景観重要建造物に指定された。2014年（平成26年）10月には、愛知登文会によって登録有形文化財の特別公開（後の「あいたて博」）が初めて行われたが、この際には旧石原家住宅も特別公開を実施した。
2015年（平成27年）には大辻によって町家アート・ミュージアムとして公開が開始された。2016年（平成28年）8月から10月にはあいちトリエンナーレ2016の会場となり、現代アートやインスタレーション作品が展示された。「あいたて博」では主屋を活用し、作品の制作・展示のほか、複数の居室でインスタレーションを展示する。

## 建築

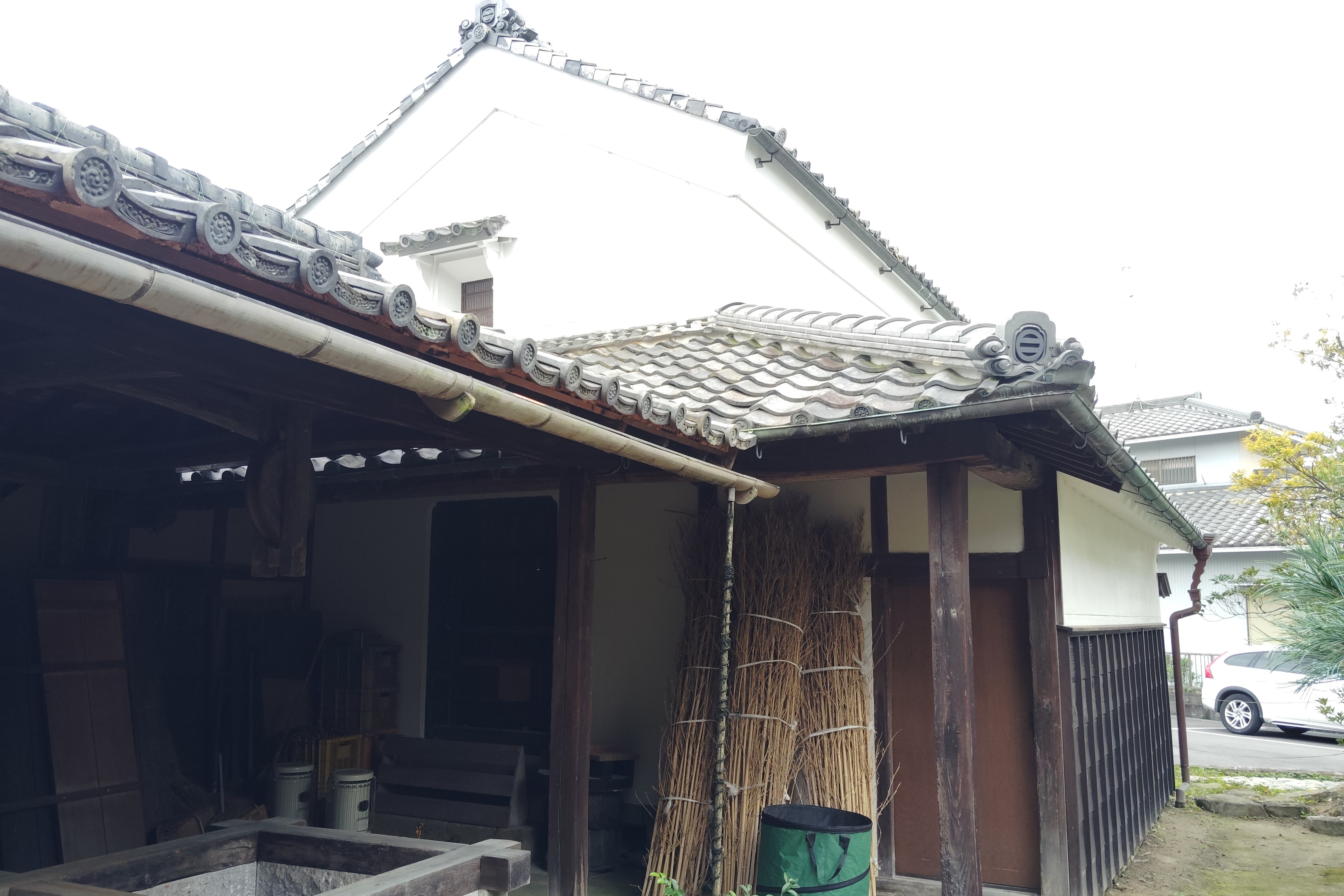
土蔵
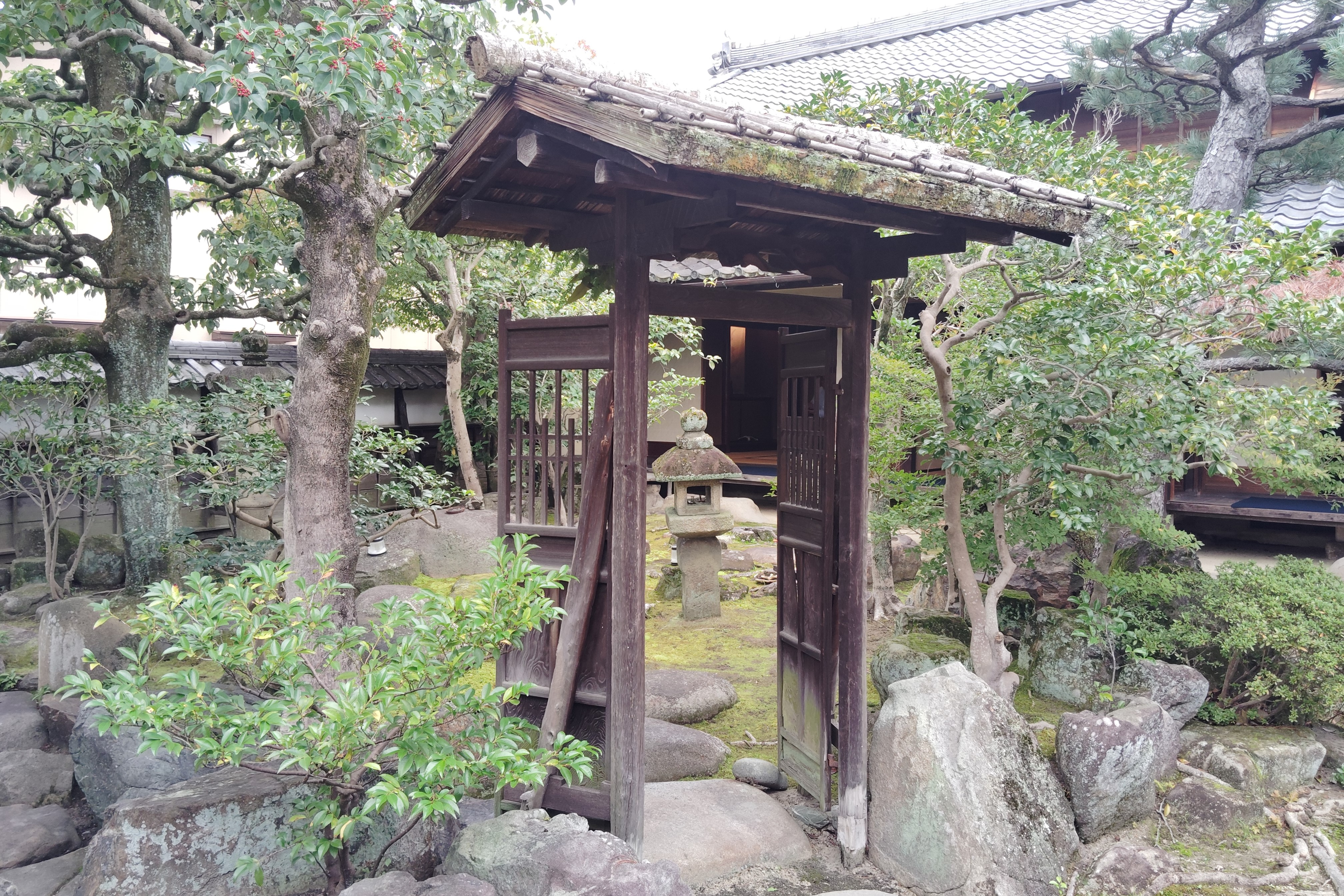
庭門
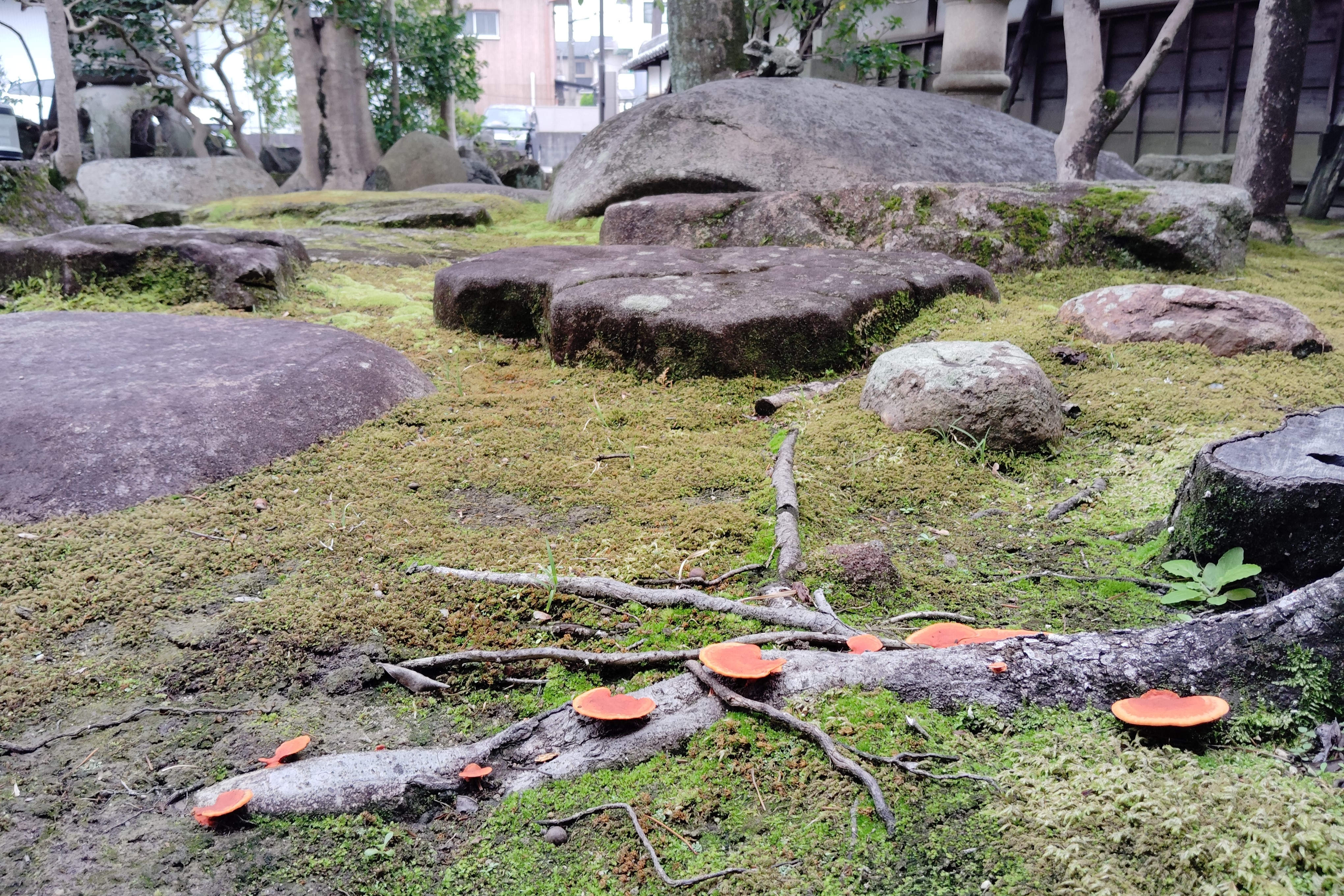
中庭

場所は甲山古墳の下方を抜ける古道に面し、間口は18メートル、出格子が目を惹く外観となっている。安政6年（1859年）に主屋と、その東南に主屋と向かい合う形で土蔵を建築し、棟梁はいずれも藤原大野源兵衛泰明である。主屋の裏手に土間があり、炊事場が据えられている。
庭門の竣工年は昭和前期と推定されている。裏手の門から敷地をみると、小振りな石橋があり、その奥に塀に囲まれた苔庭がある。
以下の主屋、土蔵、庭門の3棟が登録有形文化財に登録されている。

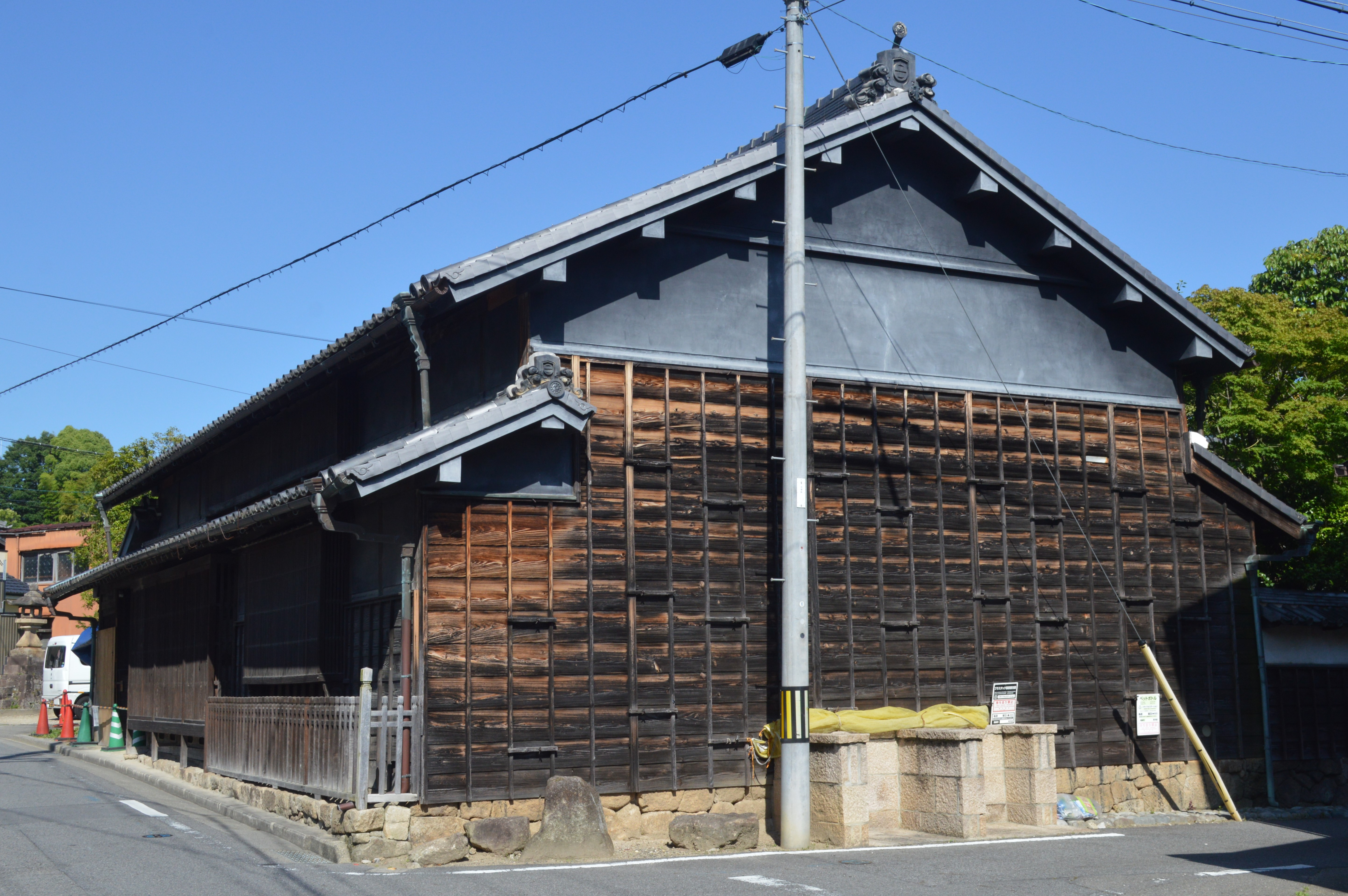
主屋
安政6年（1859年）建築。木造2階建て、桟瓦葺、切妻屋根は大屋根で、北・南・東面の1階に片流れ屋根を付す。両妻側の外壁は大きく、漆喰を塗った上に下見板を張りつける。
土蔵
安政6年（1859年）建築の棟札があり、主屋と同じ棟梁により同時期に建造された。築面積50平方メートルの木造2階建て、土蔵造り、桟瓦葺きの切妻屋根をかける。全体を白漆喰で仕上げた外壁の、出入り口のある北面以外の3面には下見板を張る。西側に米搗き場を増築し、庇がL字型に付。
庭門
推定で昭和前期の建築とされ、主屋の南方にある中庭の東に据えられた。間口は91センチメートル、杉皮葺、なぐり仕上げと呼ばれる六角形をした2本の本柱に、自然木を控えめに加工した控え柱を添える。
- 土蔵
- 庭門
- 中庭